# Acanthopleura granulata
Acanthopleura granulata is een keverslak die behoort tot de familie Chitonidae.

## Beschrijving
Deze keverslak heeft een opvallend hoge rug en een dikke, met grove stekels bezette gordel. De rugplaten zijn aanvankelijk bruin, maar worden door slijtage meestal grijsbruin met donkere kammen en randen. Deze soort wordt circa 50 tot 75 millimeter lang.  

## Verspreiding en leefgebied
Deze soort komt voor in Zuid-Florida en de Caraïben op rotsen in de getijdenzone. Op Curaçao is de lokale benaming "kakalaka di awa" (letterlijk: waterkakkerlak).